# Porsche
Porsche (pronúncia em alemão: [ˈpɔʁʃə] (escutarⓘ)) é um fabricante alemão de automóveis especializado em carros esportivos, SUVs e sedãs de alto desempenho, com sede em Stuttgart, Baden-Württemberg, Alemanha. A empresa é de propriedade do Grupo Volkswagen, cujo controle acionário pertence à Porsche SE. A linha atual da Porsche inclui o 718, 911, Panamera, Macan, Cayenne e Taycan.

## História

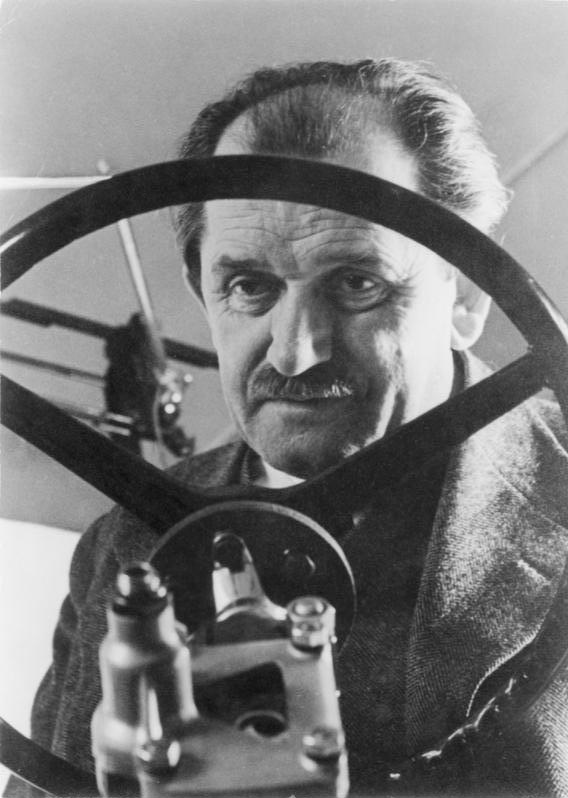
Ferdinand Porsche.

A marca alemã Porsche foi fundada em 1931 por Ferdinand Porsche e seu filho Ferry Porsche. Ferdinand Porsche já era conhecido antes de fundar a Porsche, ele havia trabalhado para outras marcas. Havia também lançado em 1900 o primeiro automóvel híbrido.
Em 1934, Ferdinand Porsche, depois de lhe ser solicitado a criação de um automóvel acessível a todos os alemães, criou o Volkswagen Fusca. O Fusca serviu de base mecânica ao Type 64 criado em 1939 e ao Porsche 356 produzido em 1948, sendo este o primeiro Porsche a ser produzido. O Porsche 356 recorria em grande parte às peças utilizadas no Volkswagen Fusca, tais como motorização traseira com refrigeração a ar. Mais tarde o 356 viria a ser totalmente construído a partir de peças Porsche.
A utilização de um motor com refrigeração a ar e localização traseira foi desde o início, a principal característica da Porsche. Em 1951, Ferdinand Porsche morre devido a complicações de um enfarte, nesse mesmo ano a Porsche vence a classe nas 24h de Le Mans com o Porsche 356 SL, conseguindo assim notoriedade internacional.

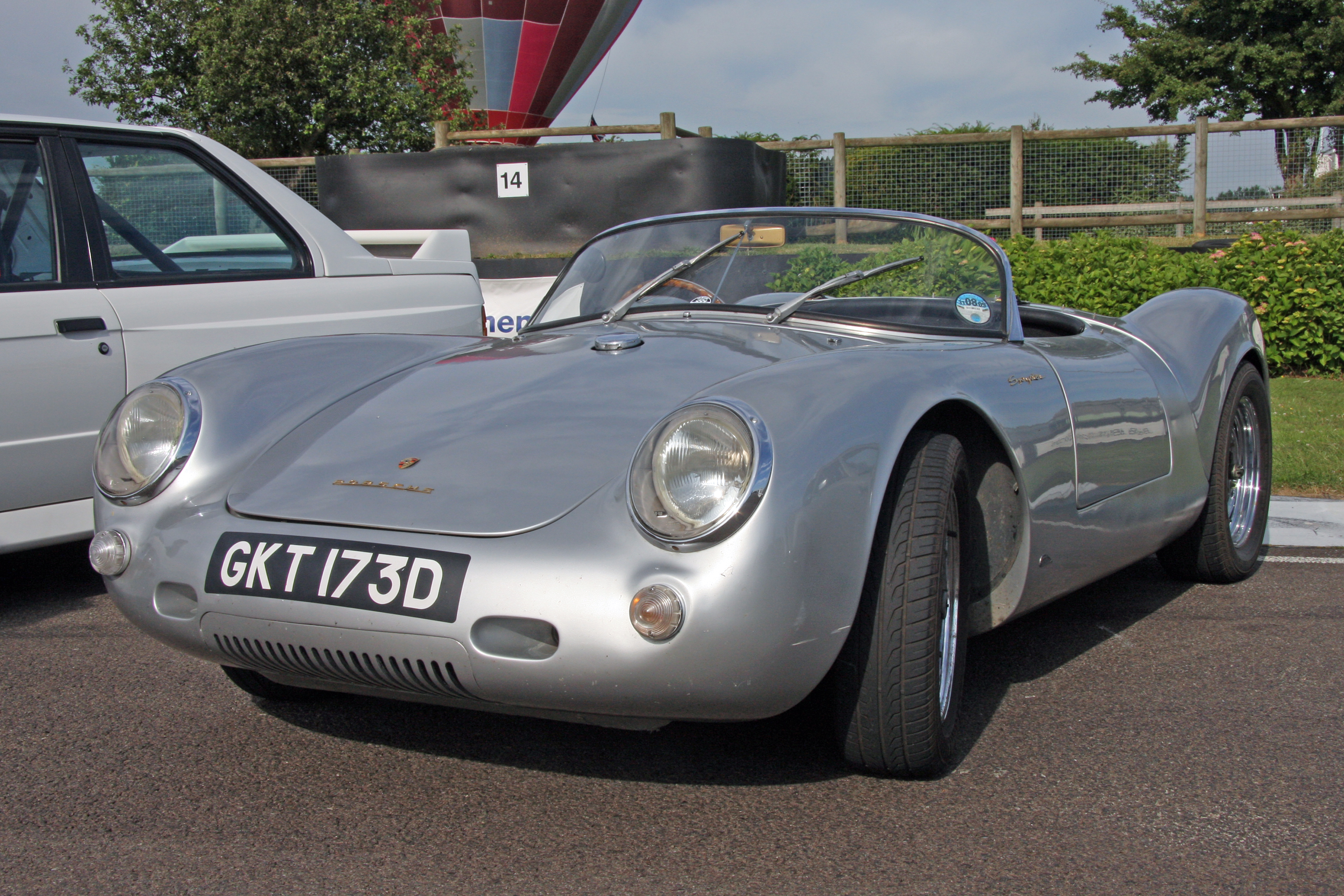
Porsche 550 Spyder de 1953.

Em 1953, a Porsche lança o 550 Spyder, modelo responsável por um grande número de vitórias na competição automóvel. Este modelo tinha como principal característica, possuir quatro árvores de cames ao invés de uma central.

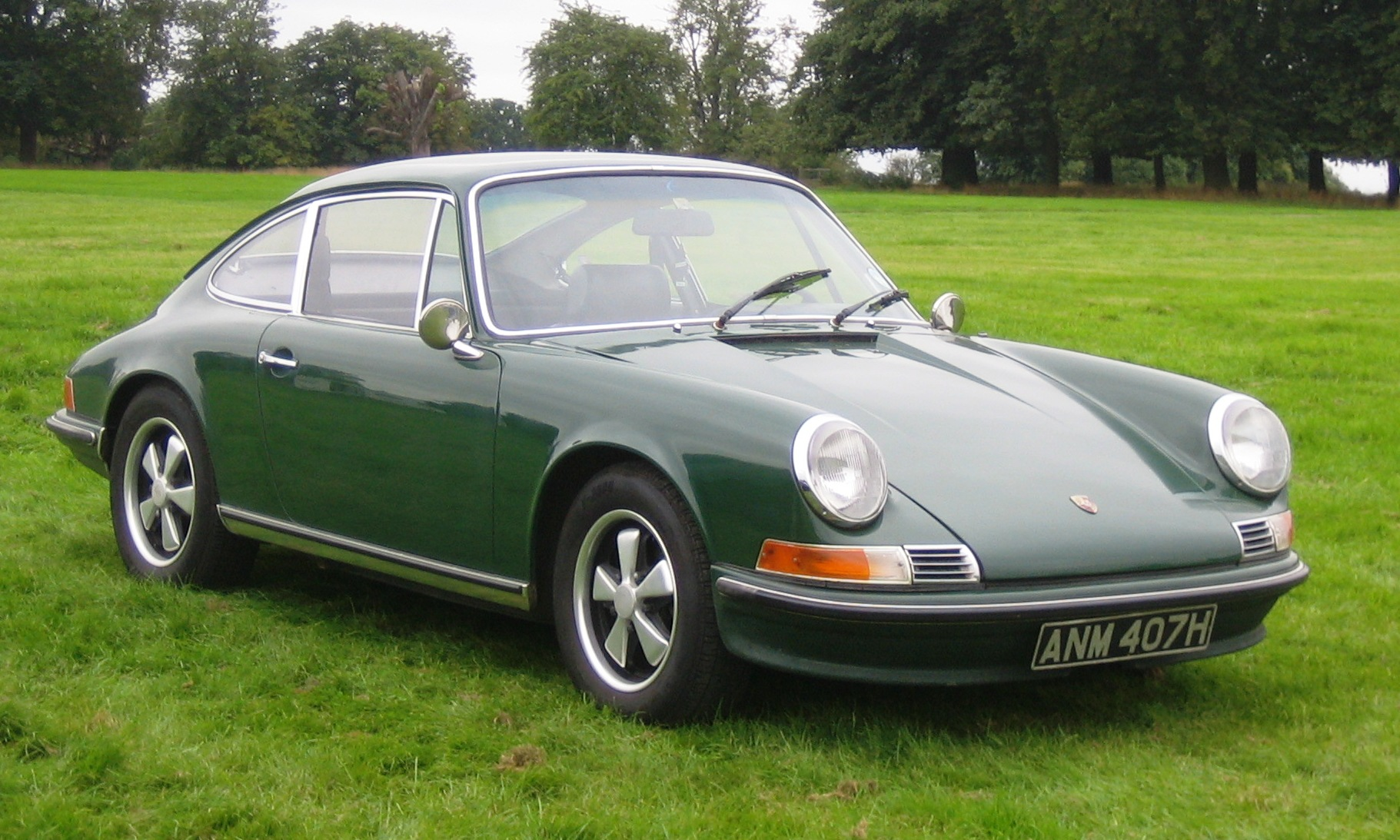
Primeiro modelo do Porsche 911 de 1964.

Em 1964, é lançado o ícone da Porsche, o Porsche 911. Este modelo foi lançado inicialmente com o nome de 901, mas devido aos direitos comerciais adquiridos pela Peugeot, teve que alterar o nome. O Porsche 911 possuía um motor de 6 cilindros com localização traseira. Este modelo causou problemas internos na Porsche, pois as linhas da autoria de Ferry Porsche não agradavam a todos.
Em 1966, entra em produção o Porsche 911 Targa, aquele que foi considerado o cabriolet seguro, devido ao seu tecto rebatível em vidro. Em 1969, é lançado o VW-Porsche 914, um desportivo de motorização média feito em coligação com a Volkswagen. Em 1972, devido à falta de apoio dos restantes membros da direcção, Ferry Porsche e a sua irmã Louise Piëch decidem passar a Porsche para empresa pública. Para isso entregaram a direcção da empresa a pessoas fora do círculo familiar, mantendo-se os membros da família a supervisionar. Em 1974, é lançado o potente Porsche 911 Turbo e até aos inícios dos anos 80 são lançados os modelos 924, 928 e 944. Os novos modelos foram os primeiros automóveis da Porsche a possuir motor com localização frontal.
Em 1988, é lançado o Porsche 911 Carrera 4, com tracção integral. Em 1991, a Porsche passa a introduzir de série na produção, airbag frontal para o condutor e passageiro. Em 1992, quando se pensava que a Porsche estava pronta a ser comprada por um grande grupo, chega à presidência da Porsche o Dr. Wendelin Wiedeking. A Porsche passa então a aumentar as suas receitas financeiras. Em 1995, a Porsche lança o EBD II, um sistema de controlo de emissões de dióxido de carbono. Este modelo foi incorporado no Porsche 911 Turbo, passando a ser o automóvel de produção com o nível mais baixo de emissões de CO2. Nesse mesmo ano é lançado o 911 GT2, até então o Porsche mais potente construído para estrada, sendo este modelo criado com edição limitada.

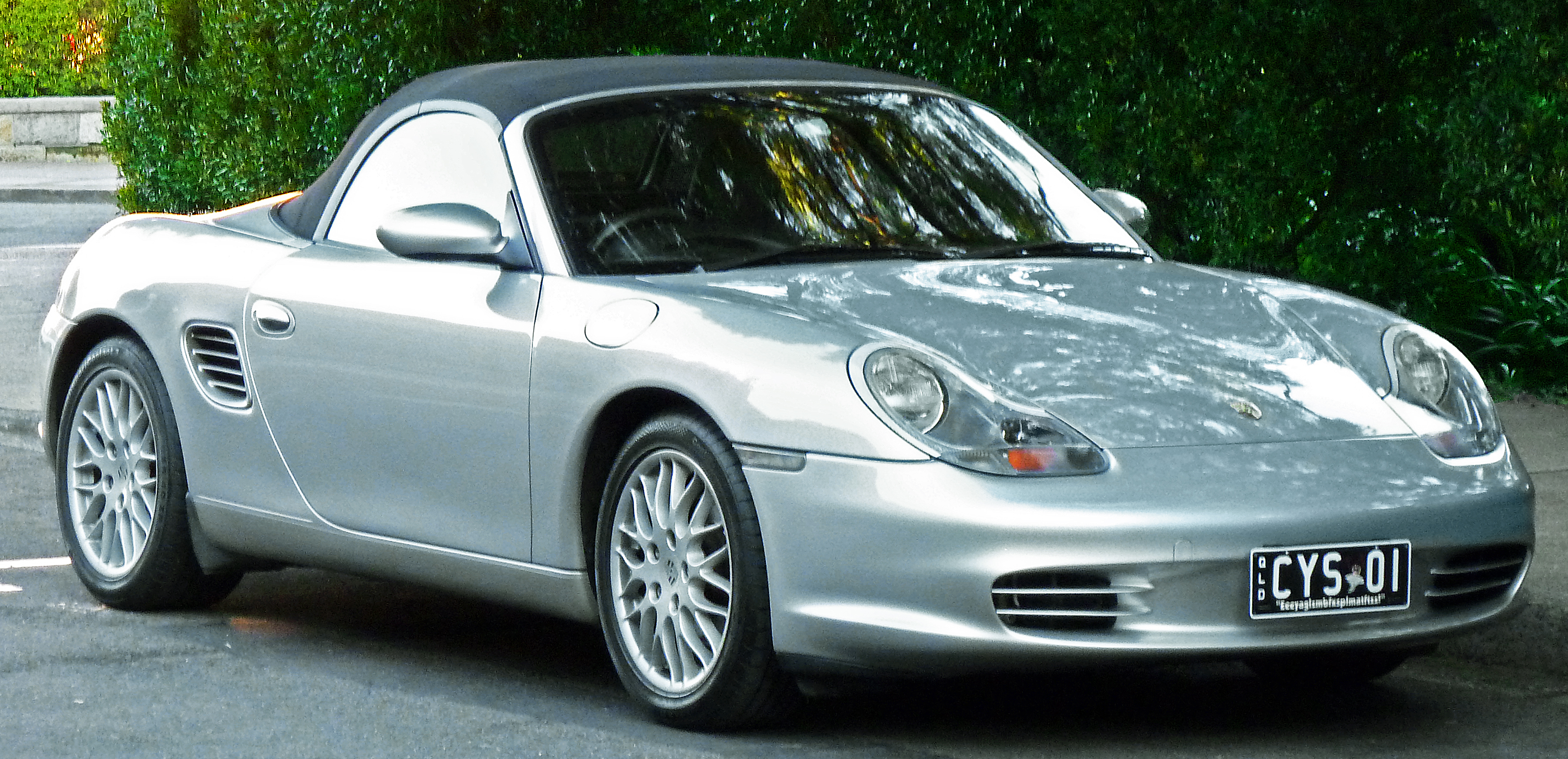
Primeira geração do Porsche Boxster de 1996.

Em 1996, é lançado o Porsche Boxster, com um projeto totalmente novo: um roadster de motor central, e dois lugares. Em 1997, é lançada a nova geração do 911 Carrera, não muito diferente das outras gerações. Este modelo passa a incorporar o primeiro motor produzido pela Porsche com refrigeração a água, até então a Porsche utilizava a refrigeração a ar, que fora os Porsche só era utilizada pela Kombi, uma herança do motor baseado no Fusca, que era utilizado desde os primeiros Porsche construídos. Em 1998, Ferry Porsche morre com a idade de 88 anos. Em 1999, são lançados o Porsche 911 GT3 e o Boxster S. Nesse mesmo ano a Porsche apresenta os discos de travão cerâmicos. Eles são introduzidos de série na nova geração do Porsche 911 GT2 construído em 2001.
O Grupo Volkswagen tornou-se o principal acionista da Porsche e a Porsche o maior acionista do Grupo Volkswagen. Isso causou uma grande revolução na Porsche que passou a compartilhar muitas peças com modelos Volkswagen para reduzir custos, Porsche Cayenne e VW Touareg compartilham câmbio, plataforma, algumas opções de motorização e até mesmo o design de ambas são muito semelhantes. Uma curiosidade, o local da ignição dos carros da Porsche localiza-se no lado esquerdo do volante. Essa tradição vem do mundo do automobilismo, notadamente as 24 horas de Le Mans, uma vez que antigamente antes, e ao sinal de partida, os pilotos tinham de correr do lado oposto da referida reta, atravessar a pista, entrar nos seus bólidos, que os aguardavam com o motor desligado, acionar a ignição e partir rumo à maratona de 24 horas. Por esse motivo a Porsche adotou a chave de ignição do lado esquerdo do volante, para que os pilotos pudessem dar partida no carro com uma mão e passar a marcha com a outra, estando assim pronto para arrancar. Isso garantia segundos preciosos e era fundamental para conquistar boas posições na corrida. Devido seu DNA esportivo, a Porsche passou a adotar a ignição na esquerda também nos carros de produção em série e hoje todos eles vêm com essa configuração.

### Momentos marcantes na história da Porsche

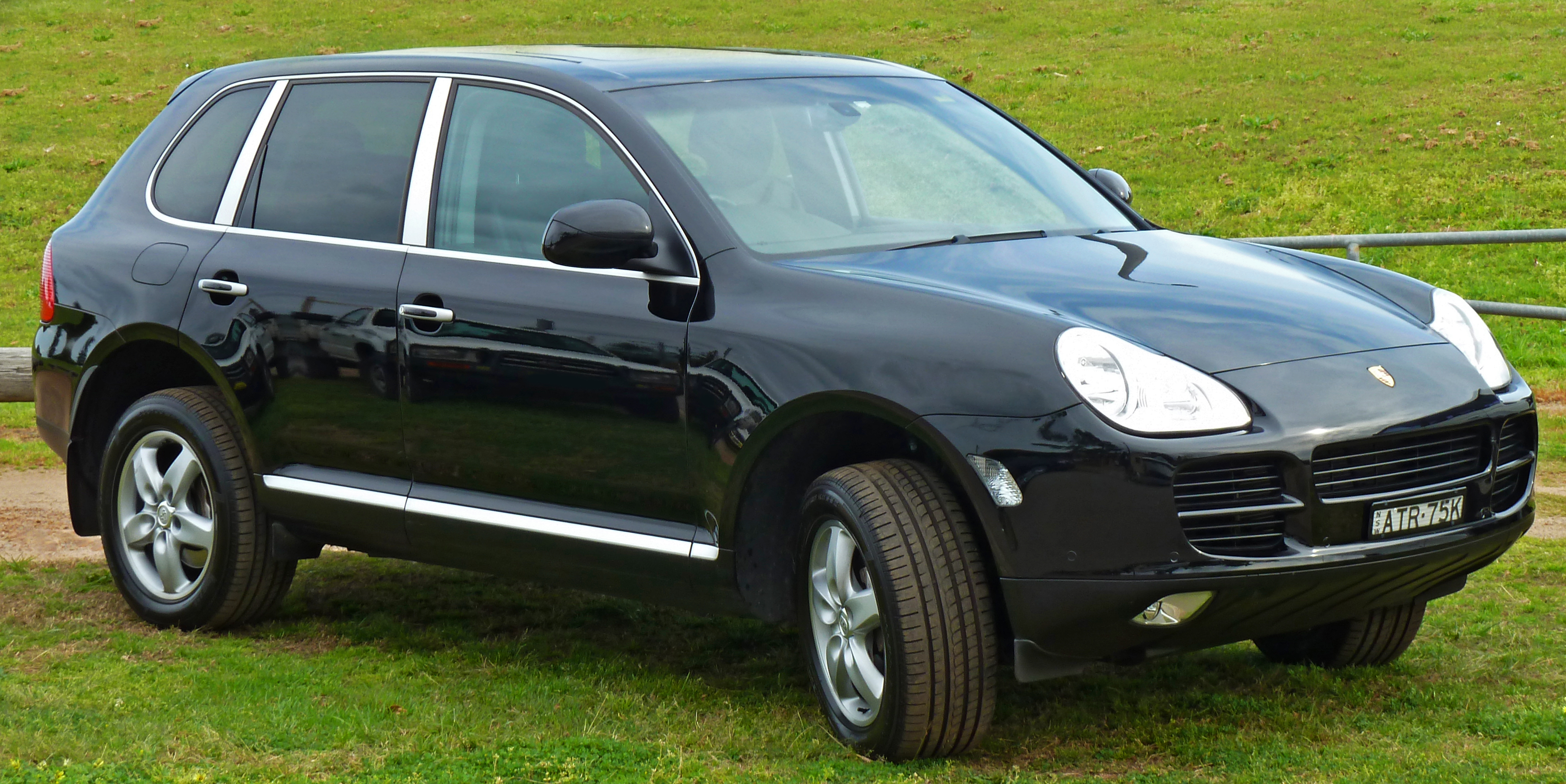
Primeiro modelo do Porsche Cayenne de 2002.

Em 2002, a marca entra para o mundo dos SUVs com o Cayenne, um utilitário baseado fortemente no modelo 911 (na época, na ousada geração 996) como se pode perceber principalmente pelos faróis. Compartilha plataforma, câmbio e algumas opções de motorização com o VW Touareg e Audi Q7. Na época oferecia somente as versões S e Turbo, ambas V8 e que desenvolviam respectivamente 340 cv e 450 cv. Faz de 0–100 km/h em 10,2 s e a Turbo 8,3 s.
Em 2004, a marca causou muita polêmica ao lançar o superesportivo Carrera GT, um modelo lançado para ficar muito à frente de qualquer Ferrari. O modelo, que entrou em produção em 2004, conseguiu seu intento, porém não possuía rádio, pois a montadora alega que o melhor som é o do motor. Mas se o proprietário quisesse o sistema de som deveria apenas avisar a fábrica para que o sistema de som fosse instalado, o motor do Carrera GT tem um som agudo típico, que virou marca do carro, e acabou gerando o apelido de Apito, por causa do som do motor que lembra o barulho de um apito. O motor central foi alvo de críticas puristas, que achavam que isso descaracterizaria a marca, por não ter um motor traseiro como os 911. A única opção de transmissão é manual. Pois de acordo com os engenheiros nada substitui a velocidade e a emoção de um piloto trocando as marchas manualmente. Apesar da produção ter sido descontinuada antes de atingir as 1500 unidades anunciadas pela fábrica, é considerado um dos melhores supercarros já desenvolvidos.

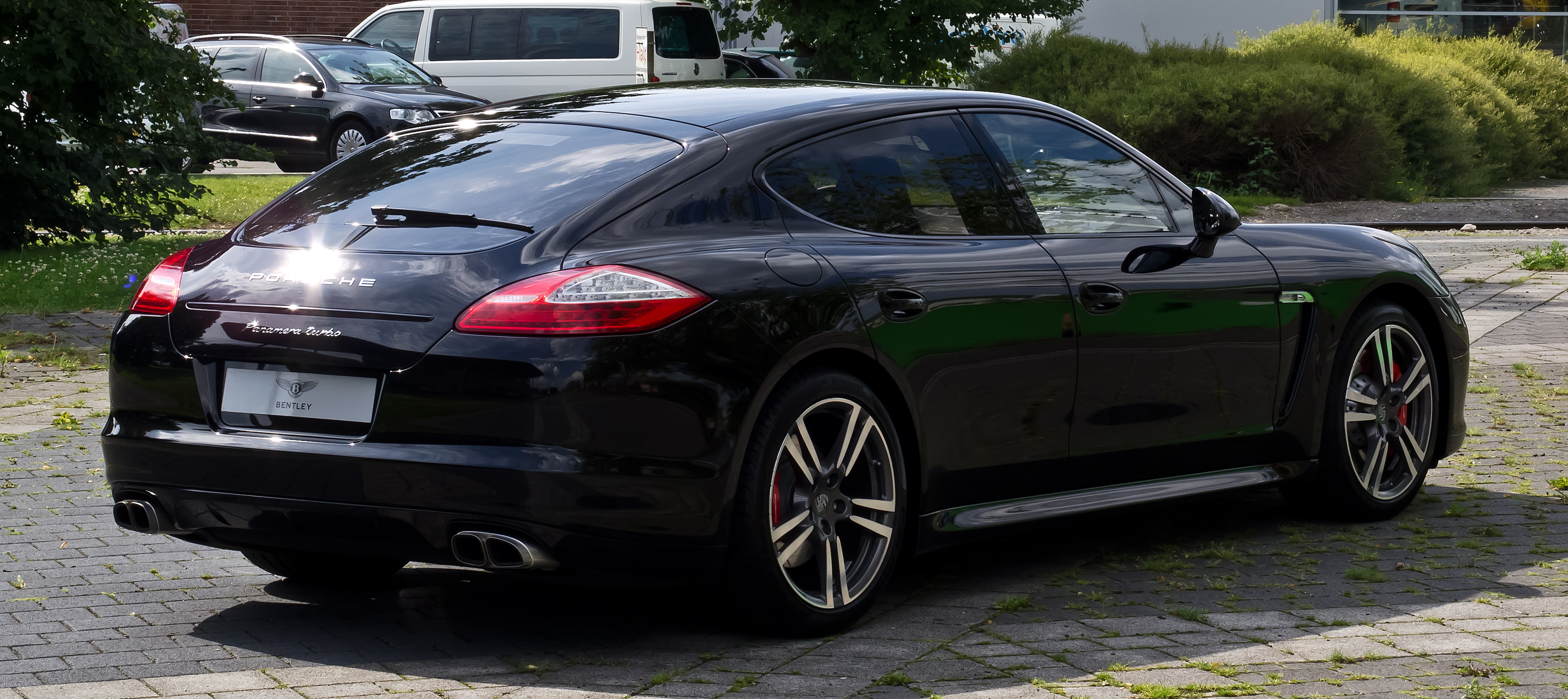
Primeiro modelo do Porsche Panamera de 2009.

Em 2009, a Porsche inovou ao lançar o modelo Panamera, um coupé de 4 portas e motor dianteiro, o mesmo utilizado no Cayenne. Lançado para atingir um público que deseja esportividade com mais espaço interno, ele possui um arrojado interior repleto de tecnologia, tem motorização dianteira V6 e V8 feitos em Stuttgart, a carroçaria é fornecida já pintada pela fábrica da VW localizada em Hannover, e a montagem final ocorre em Leipzig.
A Grande Recessão impediu esse intento, e agravou os problemas financeiros da Porsche, quando seu maior mercado, os Estados Unidos, reduziram em 50% o volume de importações dos esportivos alemães. Aproveitando-se desse momento vulnerável, em agosto de 2009 a VW comprou 49% das ações da Porsche AG, visando fazer uma fusão entre os dois fabricantes que esta iminente, sendo a mesma esperada para o ano 2011. Com a participação do Catar, país produtor de petróleo do oriente médio, que amortizou a dívida da Porsche através da compra de ações, a Volkswagen ganhou a queda de braço, e a empresa de Stuttgart vai fazer uma fusão com Grupo Volkswagen, que conta com estes fabricantes no seio do grupo Audi, Seat, Skoda, Bentley, Bugatti, Lamborghini, Scania, MAN SE e a própria Volkswagen.

## Produção e vendas
A sede e a fábrica principal estão localizadas em Zuffenhausen, uma área de Stuttgart, mas os modelos Cayenne e Panamera são fabricados em Leipzig, Alemanha, e partes para o SUV também são assembladas na fábrica do Volkswagen Touareg em Bratislava, Eslováquia. a produção dos modelos Boxster e Cayman foi produzida externamente na fábrica da Valmet Automotive na Finlândia de 1997 a 2011, e em 2012 a produção regressou à Alemanha.
Em 2008, Porsche reportou ter vendido um total de 98 652 carros, 13 524 (13,7%) foram vendas domésticas na Alemanha, e 85 128 (86,3%) internacionais.
A companhia tem tido bastante sucesso nos tempos recentes, e afirma que tem a maior margem de lucro por cada carro vendido quer qualquer outra marca no mundo. Tabela de receitas(em milhões de euros) e número de carros produzidos. Valores de 2008/9 em diante não foram relatados pela Porsche SE.
| Fim do Ano             | Receita   | Lucro antes-Impostos | Produção | Vendas  |
| ---------------------- | --------- | -------------------- | -------- | ------- |
| 31 de Julho de 2002    | € 4,857 m | € 829 m              | 55 050   | 54 234  |
| 31 de Julho de 2003    | € 5,583 m | € 933 m              | 73 284   | 66 803  |
| 31 de Julho de 2004    | € 6,148 m | € 1,137 m            | 81 531   | 76 827  |
| 31 de Julho de 2005    | € 6,574 m | € 1,238 m            | 90 954   | 88 379  |
| 31 de Julho de 2006    | € 7,273 m | € 2,110 m            | 102 602  | 96 794  |
| 31 de Julho de 2007    | € 7,368 m | € 5,857 m            | 101 844  | 97 515  |
| 31 de Julho de 2008    | € 7,466 m | € 8,569 m            | 105 162  | 98 652  |
| 31 de Julho de 2009    | € ? m     | € -2,559 m           | 76 739   | 75 238  |
| 31 de Julho de 2010    | € 7,79 b  | N/A                  | 89 123   | 81 850  |
| 31 de Dezembro de 2010 | € 9,23 b  | € 1,67               | N/A      | 97 273  |
| 31 de Dezembro de 2011 | € 10,9 b  | € 2,05 b             | 127 793  | 116 978 |
| 31 de Dezembro de 2012 | € 13,9 b  | € 2,44 b             | 151 999  | 143 096 |

### Divisão da produção
Dos 105 162 carros produzidos no ano fiscal 2007/8, 34 303 (32,6%) eram modelos 911, 22 356 (21,13%) eram Boxter e Cayman e 48 497 (46,1%) eram Cayennes. Na lista de carros vendidos aparecem 3 modelos Panamera e 3 modelos Carrera GT. Os números da produção de carros desportivos manteve-se muito similar a 2001/2 em que os totais de produção foram de 33 061 Porsches 911 e 21 989 Boxters.

## Modelos
A atual gama de modelos da Porsche contempla modelos desportivos que vão do pequeno 'roadster' Boxster até ao célebre e imortal modelo 911. Na gama há ainda lugar para uma versão de capota rígida do Boxster que tem o nome de Cayman. A recente diversificação de produtos da Porsche fez surgir no portfólio de modelos o Cayenne, um utilitário esportivo (SUV) de luxo, e em 2009 uma berlina de grande-turismo e altas performances com cinco portas: o Panamera.
Nota: os modelos assinalados a negrito são os modelos que a marca oferece atualmente.

### Modelos de estrada
- 356

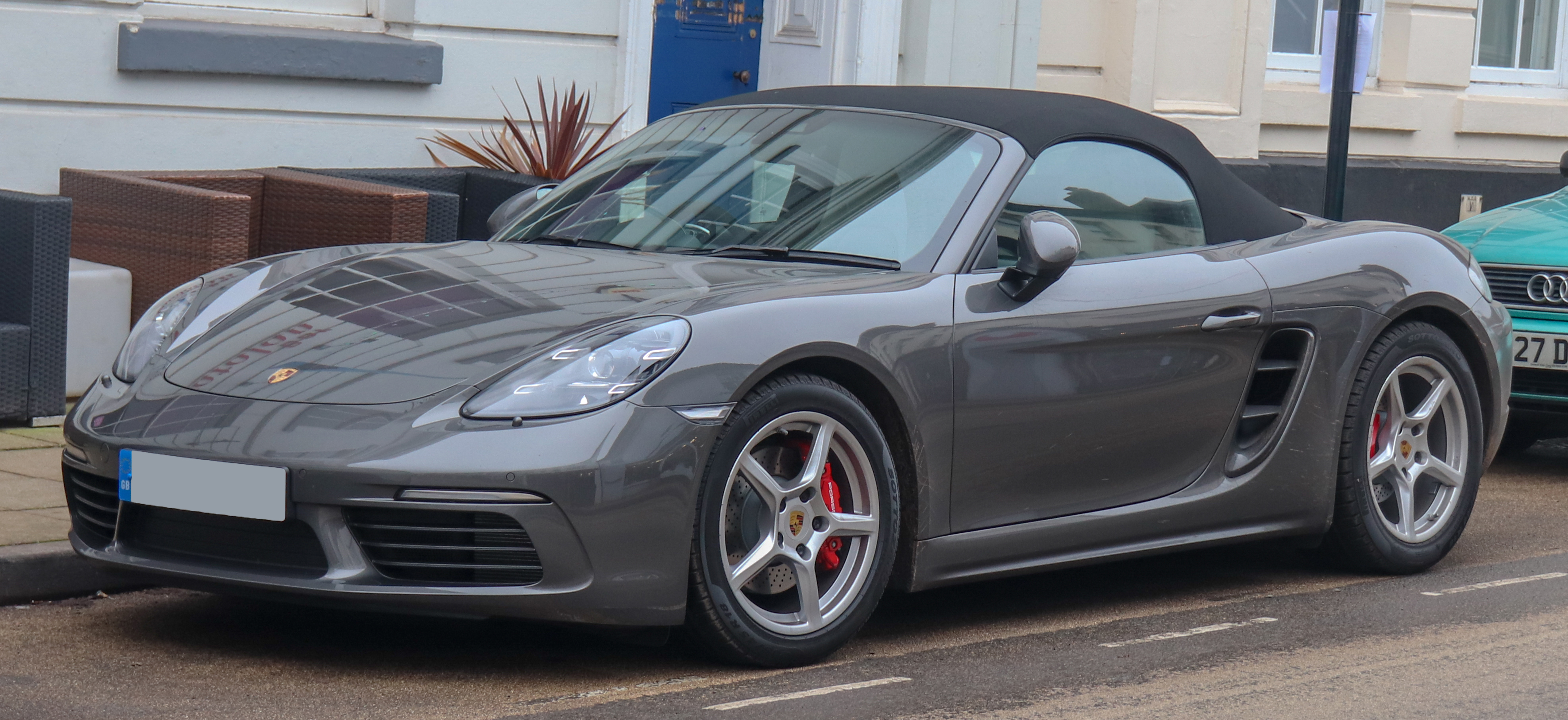
Porsche Boxster.

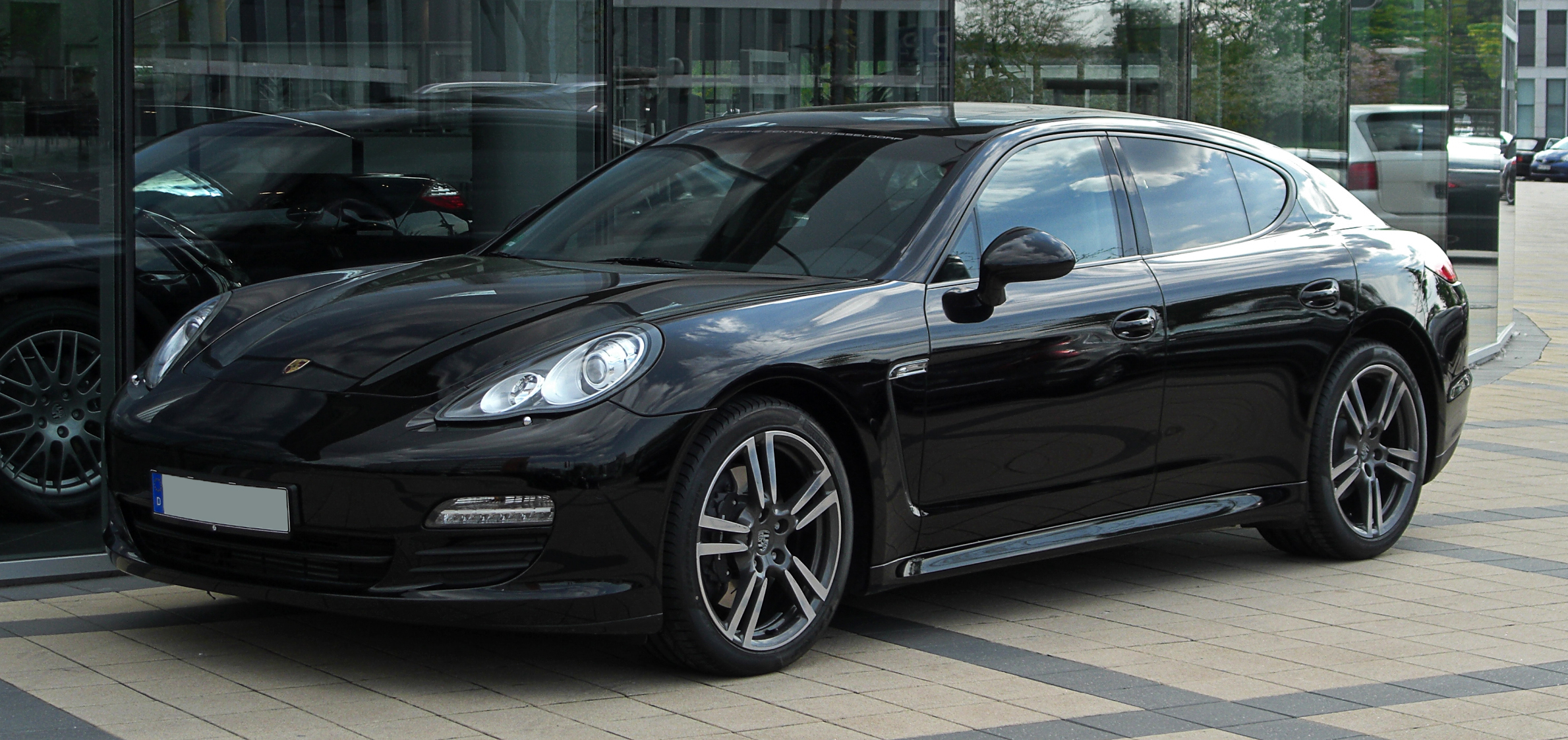
Porsche Panamera na Alemanha.

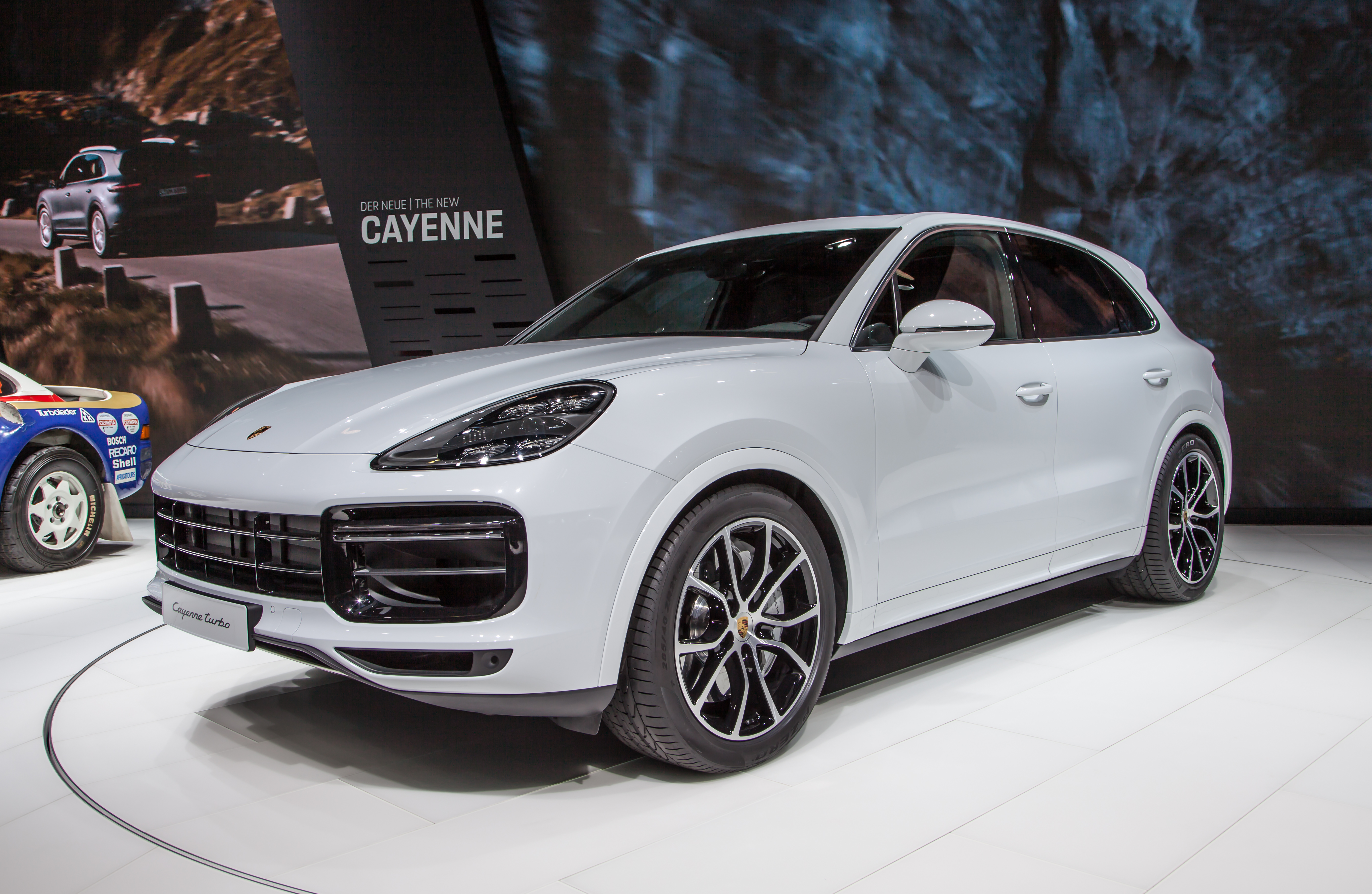
Porsche Cayenne na Alemanha.

- 911 4–lugares coupe, targa e cabriolet
  - 930
  - 964
  - 993
  - 996
  - 997
  - 991
  - 992
- 911 GT1 Straßenversion
- 912
- 914
- 918 Spyder
- 924
- 928 4–lugares grand tourer
- 944
- 959
- 968
- Boxster 2–lugares roadster
- Carrera GT
- Cayman 2–lugares coupe
- Cayenne SUV
- Macan SUV Crossover
- Panamera 4–lugares sports sedan
- Taycan 4+1–lugares sports sedan

### Modelos de competição
- 64
- 360 Cisitalia
- 550 Spyder
- 718
- 787
- 804
- 904
- 906
- 907
- 908
- 909 Bergspyder
- 910
- 917
- 918 RSR
- Porsche 919 Hybrid
- 934
- 935
- 936
- 956
- 961
- 962
- Porsche-março 89P
- WSC-95 / LMP1-98
- LMP2000 (never raced)
- RS Spyder (9R6)
- Porsche Le Mans 2014 Project

### Protótipos e 'concept-cars'

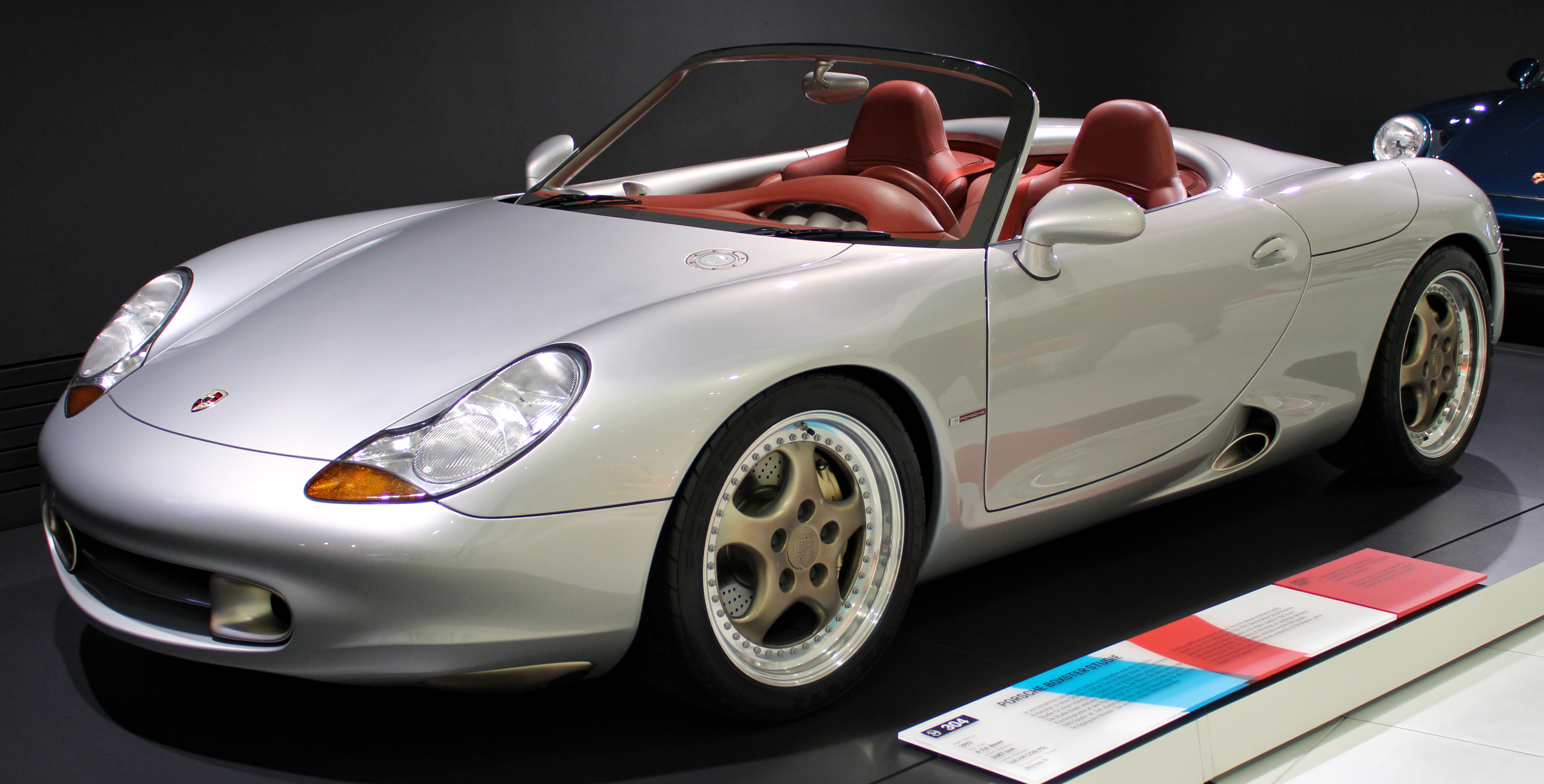
Porsche Boxster concept.

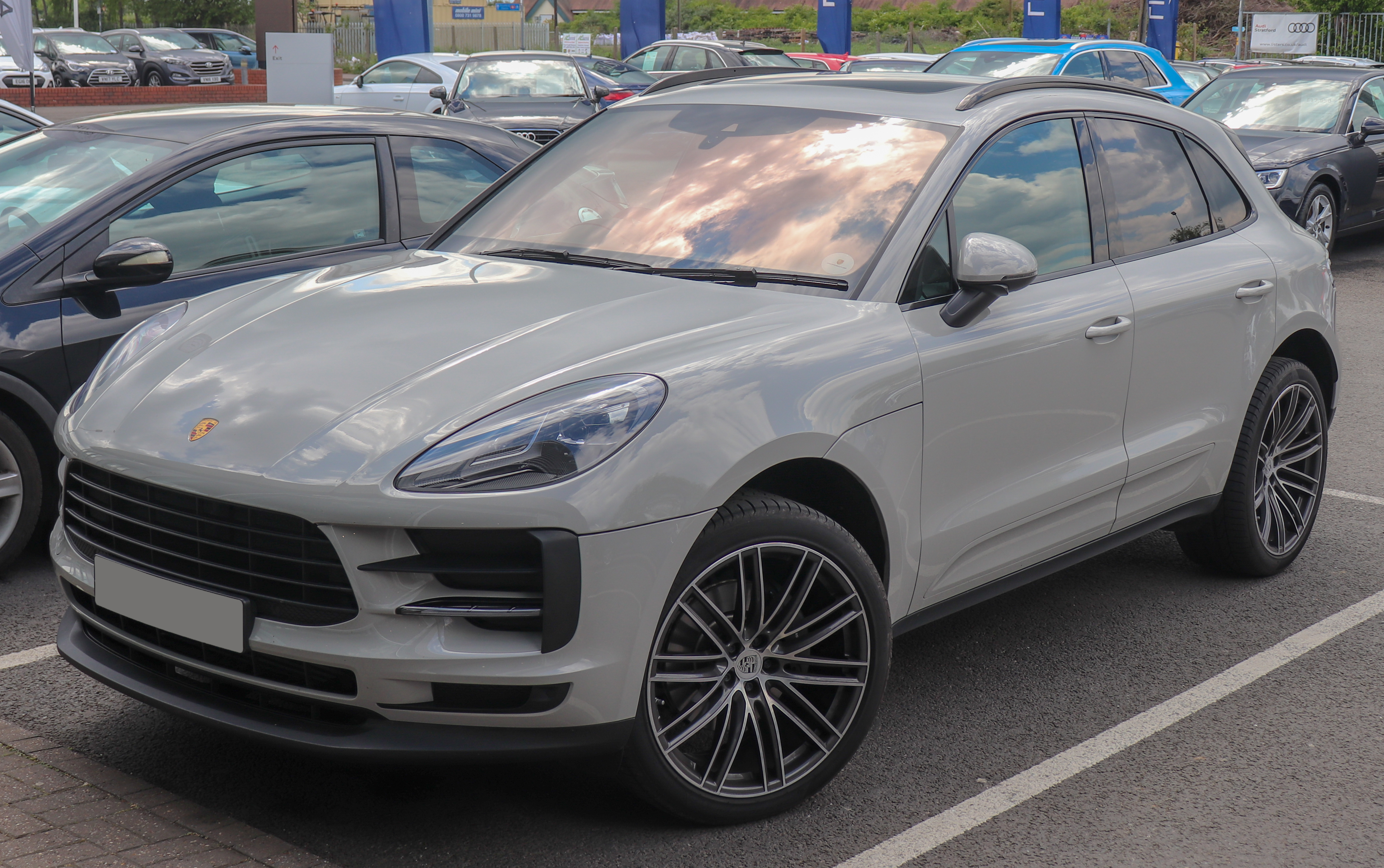
Porsche Macan.

- Porsche 114
- Porsche 356/1
- Porsche 695 (911 prototype)
- Porsche 901 (911 prototype)
- Porsche 916 (flat-6 914)
- Porsche 918 Spyder
- Porsche 942
- Porsche 959 Prototype
- Porsche 969
- Porsche 989
- Porsche Boxster concept
- Porsche C88
- Porsche Macan
- Porsche Panamericana

### Tratores

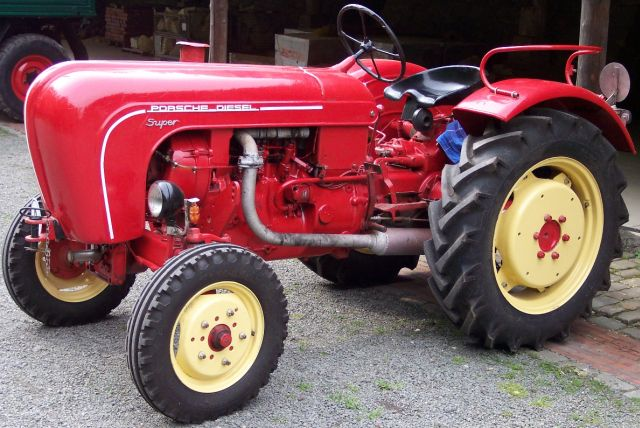
Porsche Diesel Super.

- Porsche Type 110
- Porsche AP Series
- Porsche Junior (14 hp)
- Porsche Standard (25 hp)
- Porsche Super (38 hp)
- Porsche Master (50 hp)
- Porsche 312
- Porsche 108F
- Porsche R22

### Automóveis elétricos e híbridos
Em 2010 a Porsche lançou a versão híbrida do seu modelo Cayenne, anunciando ao mesmo tempo a produção do grande-turismo Panamera com uma motorização idêntica. Seguir-se-ia o concept car do 918 Spyder, um automóvel de exceção e que contava também com tecnologia que combinava eletricidade e gasolina para se mover. Segundo diversos rumores é ainda apontado que a Porsche tenha em fase experimental uma versão elétrica do seu modelo mais famoso: o 911.
Recorde-se que o primeiro veículo produzido por Ferdinand Porsche foi uma pequena carruagem elétrica em 1898 – o P1. Hoje este veículo encontra-se no museu da Porsche depois de mais de 100 anos desaparecido num palheiro austríaco.

## Galeria de imagens

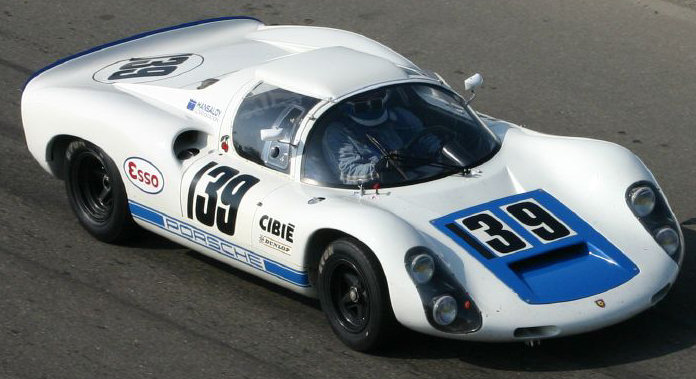
Porsche modelo 910 fabricado em 1967.
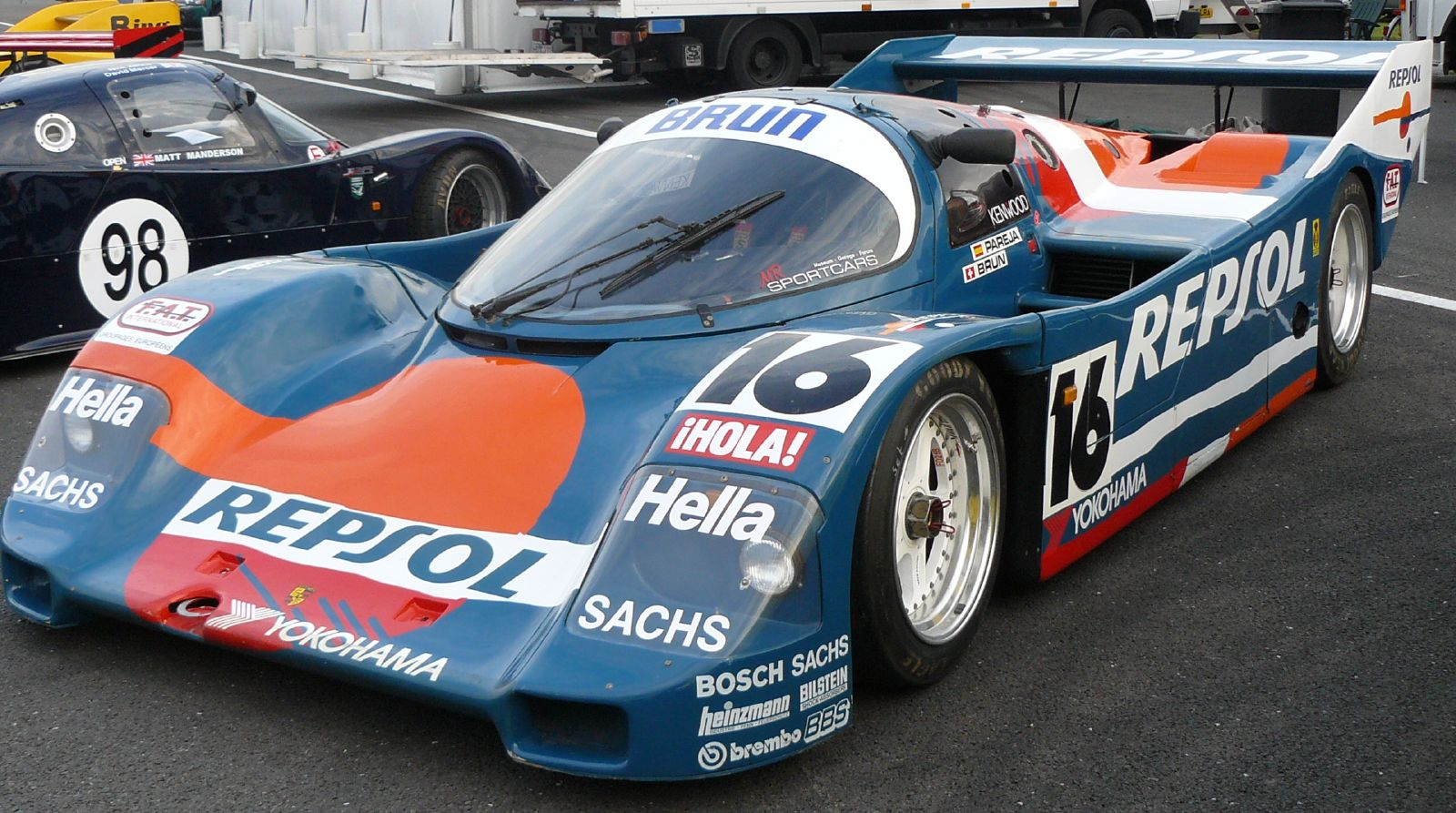
Porche 962 Repsol.
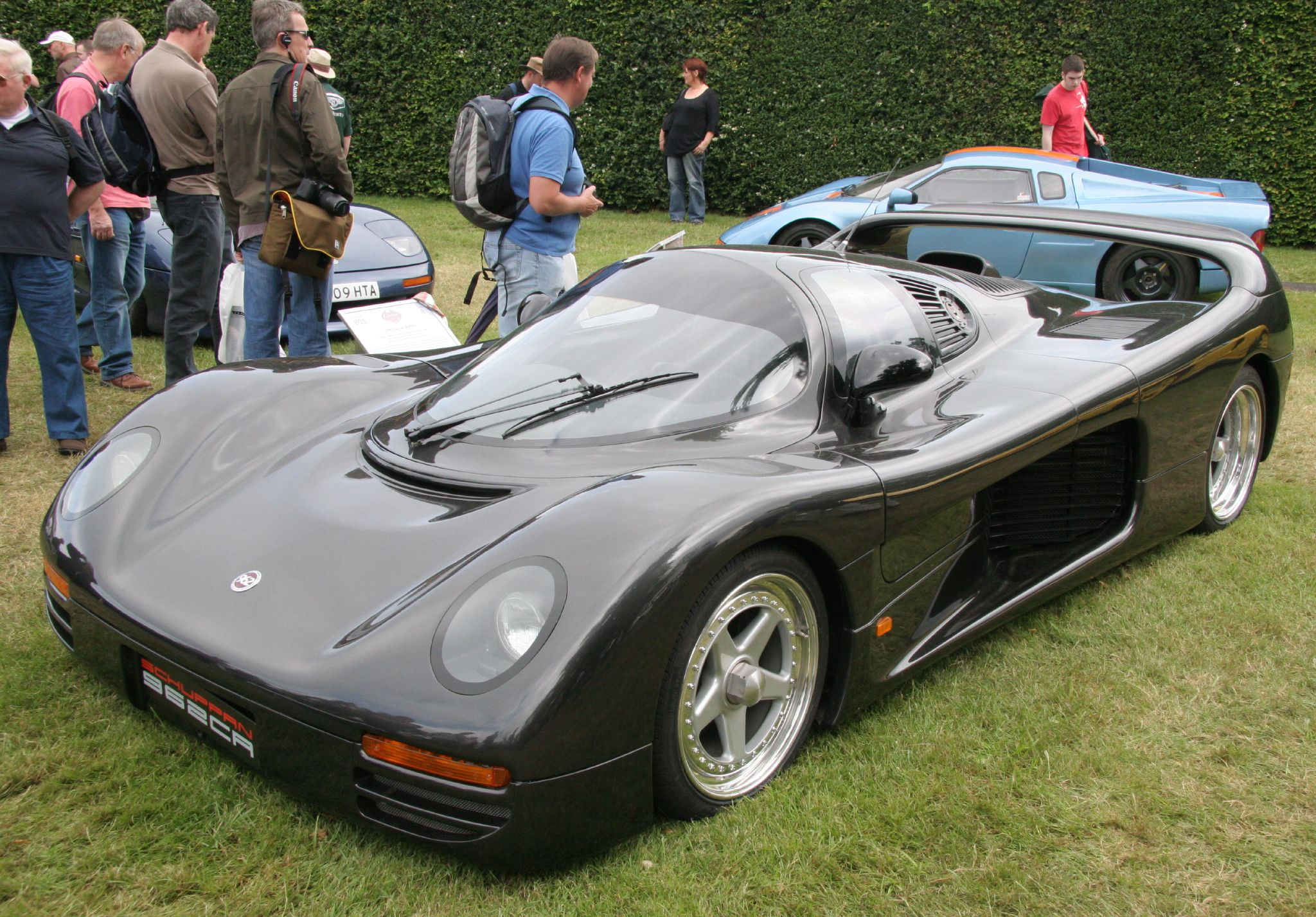
962 Schuppan.
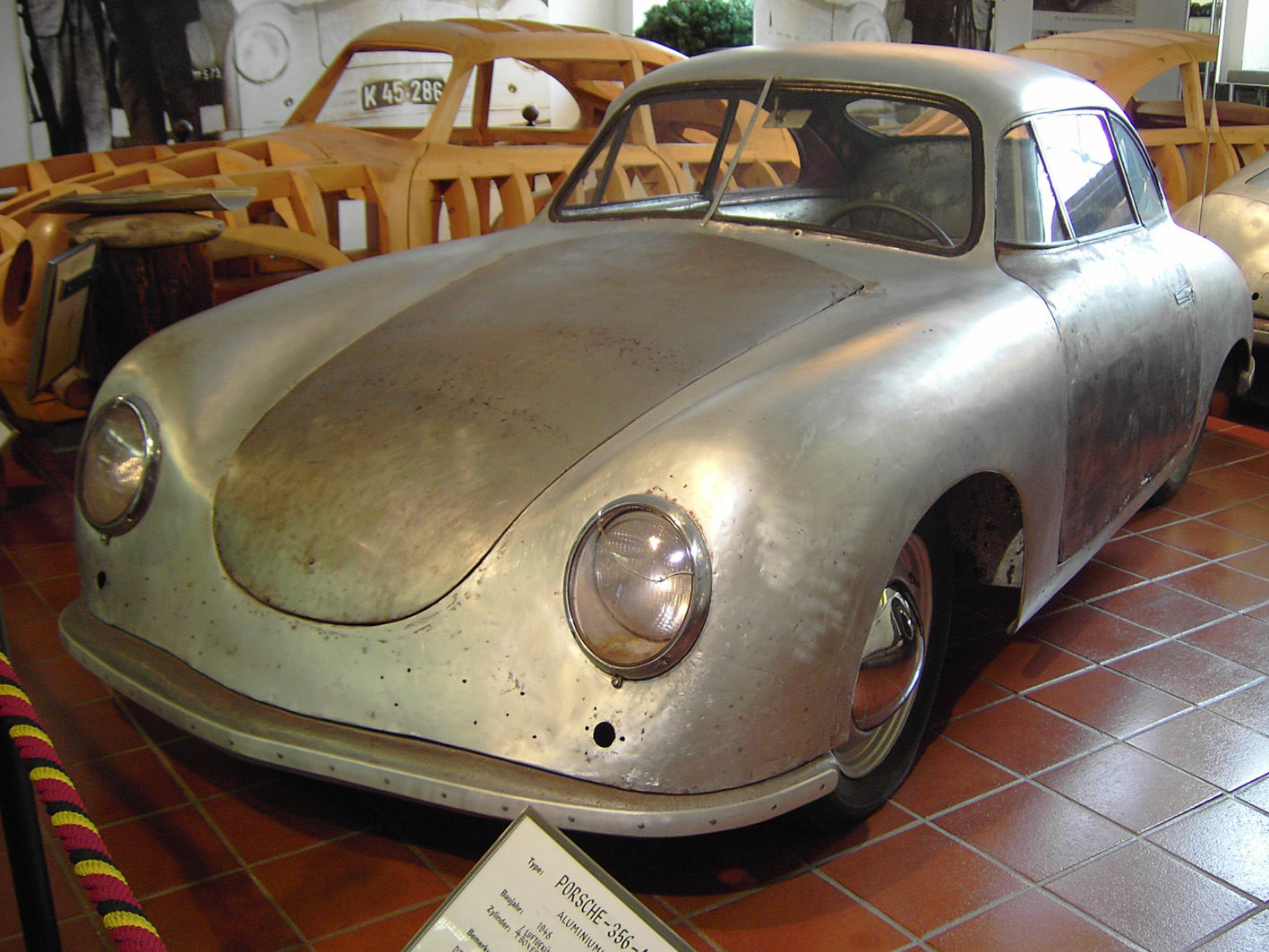
Porsche de 1948.
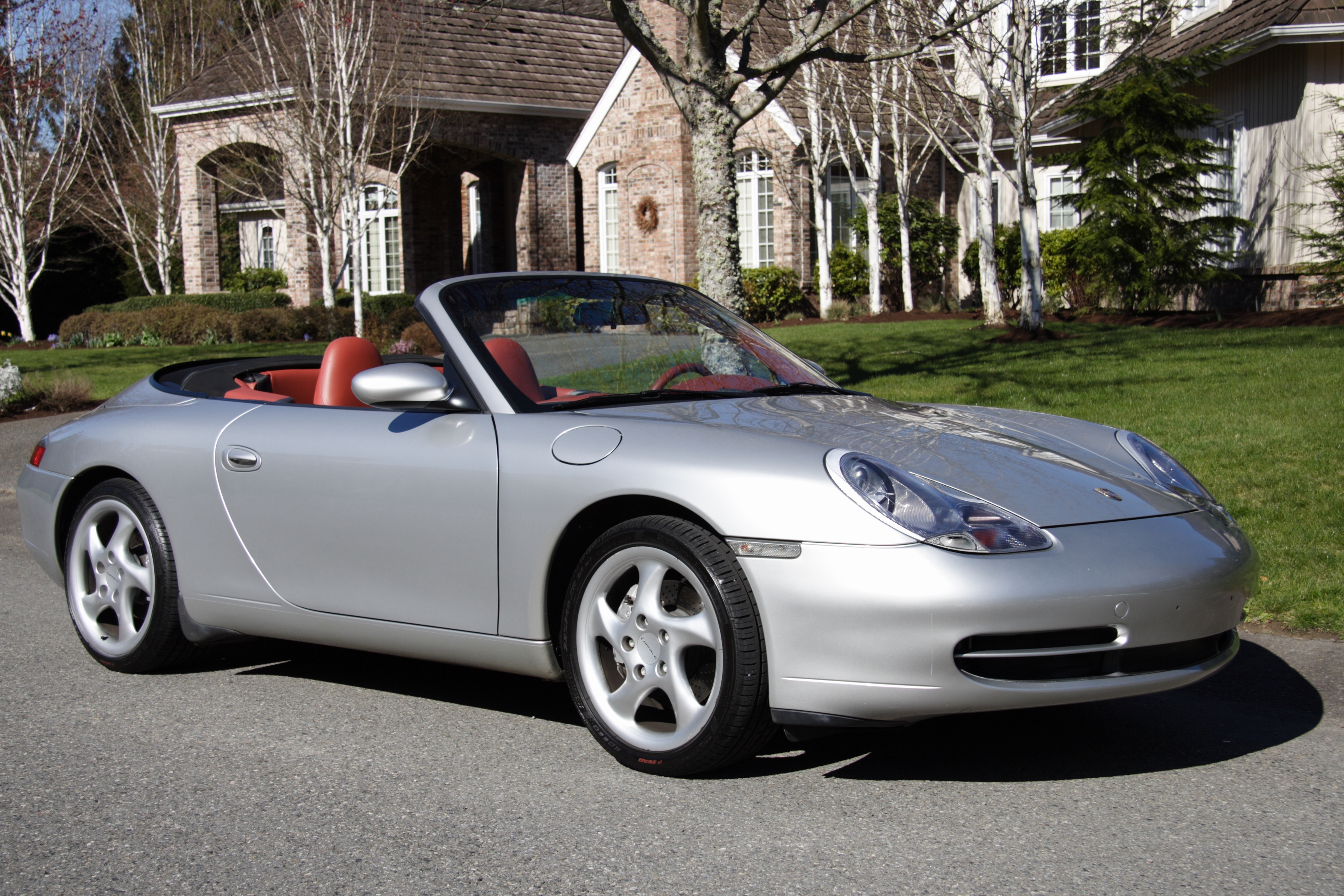
Famoso Porsche Conversível de 1999.
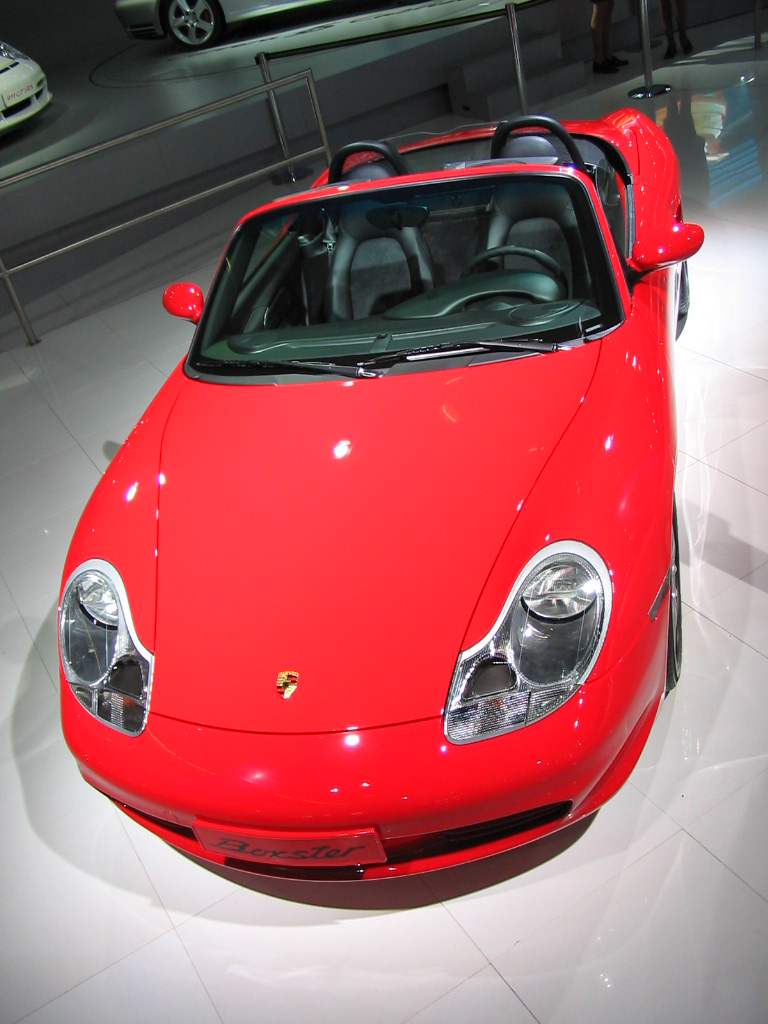
Boxster 986.